# 洪塘营瑶族乡
洪塘营瑶族乡，是中华人民共和国湖南省永州市道县下辖的一个乡镇级行政单位。

## 行政区划
洪塘营瑶族乡下辖以下地区：
大洞田村、插花坪村、牛栏洞村、老何家村、陈家村、东江脚村、猫儿岭村、黄家塘村、香花树村、太平坳村、洪塘营村、湾子岭村、佳竹洞村、浪泥湖村、楠竹坪村、东江源村和陡山湾村。